# 1843 Jarmila
1843 Jarmila је астероид главног астероидног појаса са пречником од приближно 25,74 km.
Афел астероида је на удаљености од 3,106 астрономских јединица (АЈ) од Сунца, а перихел на 2,194 АЈ.
Ексцентрицитет орбите износи 0,172, инклинација (нагиб) орбите у односу на раван еклиптике 8,432 степени, а орбитални период износи 1576,256 дана (4,315 године).
Апсолутна магнитуда астероида је 11,60 а геометријски албедо 0,061.
Астероид је откривен 14. јануара 1972. године.